# ハサン・アラー・ズィクリヒッサラーム
ハサン・アラー・ズィクリヒッサラーム（حسن على ذكره السلام, Ḥasan ʿalā ḏikri-hi al-Salām）は、アラムート期のニザール派イマーム（ただし本人はイマームたることを宣言していない）。西暦1162年から1166年まで、ニザール派の教団組織の指導者であった。1164年に復活の日（大キヤーマ）が到来したとして、律法（シャリーア）の廃棄を宣言した。
1125年ごろに生まれ、1166年に亡くなった。アラムート山に根拠地を築いた東方イスマーイール派（ニザール派）のハサネ・サッバーフから数えて4人目の指導者である。父親はブズルグウミードの息子、ムハンマド。ハサネ・サッバーフやアリー・イブン・アビーターリブの息子ハサンらと区別するため、ニザール派の信徒はその名に、アラビア語で「彼の思い出に平安あれ」を意味する修辞「アラー・ズィクリヒッサラーム」を付す。なお、ハサン2世（Hassan II）とも呼ばれる。井筒 (2019)は、ニザール派の歴史の説明のため便宜的に、ハサネ・サッバーフを「第1のハサン」、本項のハサンを「第2のハサン」と呼んでいる。なお、のちの時代のニザール派にはイマームであったと認識されているが、ハサネ・サッバーフ以来、指導者はホダーヴァンド khodāvand あるいは、最高伝教師 dāʾī al-duʾāt と呼ばれ、ハサン・アラー・ズィクリヒッサラーム自身はイマーム宣言をしていない。
ハサン・アラー・ズィクリヒッサラームは非常に若いころから、古いイスマーイール派の学術書を読むだけでなく、イブン・スィーナーの哲学やスーフィーの教説を学んでいたとされる。井筒 (2019)によれば、ハサンは父ムハンマドの存命中からニザール派共同体の人気を一身に集めており、人々は彼の自由奔放な生き方を非難するどころか、かえって彼が律法を超越してその上にいることの証拠とした、という。
顕教的イスラームにおけるキヤーマ概念は世界の終わりと審判の日を意味するが、秘教的イスラーム、なかんずく、イスマーイール派では精神的再生の時代のはじまりを意味する。イスラームの精髄が実践され、啓典の秘義が明かされ、旧来のイバーダートが廃棄される時代である。10世紀から11世紀ごろのファーティマ朝では、将来のイマームの時代においてキヤーマが到来することについて期待を込めて予言する書物がいくつか書かれた。イマーム・ハサンのキヤーマ宣言は、こうした期待に応えたものである。
歴史家ジュワイニーによると、ハサン・アラー・ズィクリヒッサラームはイマーム位を受け継いで2年後にアラムート城塞の中庭でキヤーマの儀式を執り行った。これによりイマームは再びニザール派国家内外の信徒の前に、その姿を現すようになった。その際、イマーム・ハサンはイスマーイール派の文献を燃やした。ジュワイニーは、より確かな歴史の裏付けとなりえた資料を失わせたとして、これを批難している。1164年の出来事に関するジュワイニーの叙述については、歴史的に多くの研究者が疑わしいと考えてきたが、利用可能な同時代史料に乏しい。同時代のラシードゥッディーン・スィナーンも言及はしており、事件から60年後ごろに書かれた『七つの扉』というバーバー・サイイドナー（ハサネ・サッバーフの別名）にも物語られている出来事ではある。しかしながら、スィナーンの証言はジュワイニーの歴史書に基づいており、『七つの扉』は詳細について踏み込まない。
ハサン・アラー・ズィクリヒッサラームはキヤーマ宣言から1年半後の1166年、ラムサル城塞（ニザール派の拠点のひとつ）において、義弟のハサン・ナムワルに刺殺された。息子のヌールッディーン・ムハンマドがイマーム位を受け継いだ。ヌールッディーンはは父のキヤーマ宣言の解釈を大幅に変更した。